# Айрделл (округ)
Округ Айрделл (англ. Iredell County) располагается в штате Северная Каролина, США. Официально образован в 1788 году. По состоянию на 2010 год, численность населения составляла 159 437 человек.

## История
Округ Айрделл был образован в 1788 году путём выделения из округа Роуэн. Он был назван  в честь Джеймса Айрделла, верховного прокурора Северной Каролины и делегата Конституционного конвента 1788 года.
В годы гражданской войны здесь было набрано несколько рот для армии Конфедерации:
- 4-й Северокаролинский пехотный полк, роты А, С, Н
- 7-й Северокаролинский пехотный полк
- 11-й Северокаролинский пехотный полк, рота Е
- 2-й Северокаролинский кавалерийский полк, рота В

## География
По данным Бюро переписи США, общая площадь округа равняется 1546,232 км2, из которых 1491,841 км2 суша и 54,390 км2 или 3,590 % это водоёмы.

## Население
По данным переписи населения 2010 года в округе проживает 159 437 жителей в составе 59 593 домашних хозяйств. Плотность населения составляет 82 человека на км2. На территории округа насчитывается 69 213 жилых строений, при плотности застройки около 35 строений на км2. Расовый состав населения: белые — 83,3 %, афроамериканцы — 12,30 %, коренные американцы (индейцы) — 0,5 %, азиаты — 2,2 %, гавайцы — 0,1 %, представители других рас — 1,68 %, представители двух или более рас — 1,6 %. Испаноязычные составляли 7,00 % населения независимо от расы.
Из 47 360 домохозяйств в 33,5 % проживают дети в возрасте до 18 лет. 57,8 % домашних хозяйств представляют собой супружеские пары проживающие вместе. 11,3 % домашних хозяйств представляют собой одиноких женщин без супруга. 26,8 % домашних хозяйств существуют без создания семьи. 22,7 % домашних хозяйств состоят из одного человека. 8,4 % домашних хозяйств состоят из престарелых людей (65 лет и старше), проживающих в одиночестве. Средний размер домашних хозяйств составляет 2,56 человека, и средний размер семьи 3 человека.
Возрастной состав округа: 25,5 % моложе 18 лет; 7,5 % от 18 до 24; 31,3 % от 25 до 44; 23,3 % от 45 до 64 и 23,30 % от 65 и старше. Средний возраст жителя округа 36 лет. На каждые 100 женщин приходится 96,10 мужчин. На каждые 100 женщин старше 18 лет приходится 93,1 мужчин.
Средний доход на домохозяйство в округе составлял 50 058 USD. Среднестатистический заработок мужчины был 34 590 USD против 24 031 USD для женщины. Доход на душу населения составлял 26 348 USD. Около 6,2 % семей и 13,5 % общего населения находились ниже черты бедности, в том числе — 10,1 % молодежи (тех, кому ещё не исполнилось 18 лет) и 9,8 % тех, кому было уже больше 65 лет.